# Zsírsavak
A kémiában zsírsavaknak hívják azokat a telített vagy telítetlen, alifás szénláncot tartalmazó monokarbonsavakat, melyek a növényi és állati eredetű zsírok vagy olajok fő alkotórészét képezik. A természetes zsírokban és olajokban található zsírsavak általában 12-24 szénatomszámú, nem-elágazó lánccal rendelkeznek, és a legtöbb esetben páros számú szénatomból épülnek fel, ugyanis a bioszintézisükhöz az acetil-koenzim-A két szénatomos acetát-csoportokat (ecetsav) képes szállítani.
A zsírsavak a glicerinnel triglicerideket alkotva képezik a természetes zsírokat és olajokat. Így a zsírsavakat a természetben, állati és növényi szervezetekben találjuk, nagy többségben kötött állapotban, észterek (trigliceridek) alkotórészeként. A zsírsavak az élő szervezetekből (vagyis nem kőolajból) származó zsírok és olajok észterkötéseinek hidrolízisével, a glicerin eltávolításával állíthatók elő.

## Tulajdonságaik
A zsírsavak világos színű, cseppfolyós vagy szilárd halmazállapotú anyagok. A molekulatömegük növekedésével a viszkozitásuk is nő. Olvadás- és forráspontjuk a szénlánc hosszúságának növekedésével szintén növekszik. Reakcióképességük a molekulatömeg növekedésével csökken.
A zsírsavak hosszának növekedésével csökken a vízoldhatóságuk, és ezzel együtt a savasságuk is. Míg az ecetsav vízzel korlátlanul elegyedik, és híg vizes oldata 3-4 körüli pH-t eredményez, addig a valódi zsírsavak (8 szénatom felett) már gyakorlatilag vízben oldhatatlanok, és kémhatásukat sem lehet mérni. Ezek már csak szerves poláros oldószerekben (például metanolban) oldhatók, és az erős lúgokkal (NaOH, KOH) alakítanak ki vízoldható sókat (szappanfőzés, szappanosítás).
A zsírsavak szénláncának alfa (α)-végén található egy karboxilcsoport (–COOH), mely általában a zsírsavak vegyületképzéséért felelős. A lánc másik végén lévő szénatomot omega (ω)-szénatomnak nevezik.

## A zsírsavak kémiája, típusai

### Telített zsírsavak

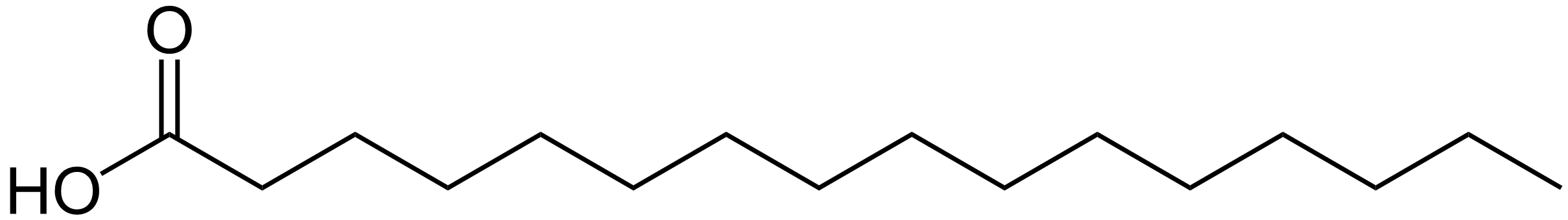
A palmitinsav a telített zsírsavak egyike

A telített zsírsavak (mint például a palmitinsav) nem tartalmaznak kettős kötéseket vagy más funkciós csoportot a karboxilcsoporton kívül. Tehát az omega-szénatomhoz három (CH3–), a többi szénatomhoz (a karboxilcsoport szénatomját kivéve) kettő-kettő hidrogénatom kapcsolódik (–CH2–).
A telített zsírsavak egyenes láncai szorosan illeszkednek egymás mellé, így lehetővé teszik az élőlényeknek (elsősorban az állatoknak), hogy zsír formájában nagy mennyiségű energiát raktározzanak viszonylag kis helyen.
Néhány telített karbonsav
| Triviális név | IUPAC név     | Szerkezet      | Jelölés |
| ------------- | ------------- | -------------- | ------- |
| ecetsav       | etánsav       | CH3COOH        | C2:0    |
| propionsav    | propánsav     | CH3CH2COOH     | C3:0    |
| vajsav        | butánsav      | CH3(CH2)2COOH  | C4:0    |
| valeriánsav   | pentánsav     | CH3(CH2)3COOH  | C5:0    |
| kapronsav     | hexánsav      | CH3(CH2)4COOH  | C6:0    |
| önantsav      | heptánsav     | CH3(CH2)5COOH  | C7:0    |
| kaprilsav     | oktánsav      | CH3(CH2)6COOH  | C8:0    |
| pelargonsav   | nonánsav      | CH3(CH2)7COOH  | C9:0    |
| kaprinsav     | dekánsav      | CH3(CH2)8COOH  | C10:0   |
|               | undekánsav    | CH3(CH2)9COOH  | C11:0   |
| laurinsav     | dodekánsav    | CH3(CH2)10COOH | C12:0   |
|               | tridekánsav   | CH3(CH2)11COOH | C13:0   |
| mirisztinsav  | tetradekánsav | CH3(CH2)12COOH | C14:0   |
|               | pentadekánsav | CH3(CH2)13COOH | C15:0   |
| palmitinsav   | hexadekánsav  | CH3(CH2)14COOH | C16:0   |
| margarinsav   | heptadekánsav | CH3(CH2)15COOH | C17:0   |
| sztearinsav   | oktadekánsav  | CH3(CH2)16COOH | C18:0   |
|               | nonadekánsav  | CH3(CH2)17COOH | C19:0   |
| arachinsav    | eikozánsav    | CH3(CH2)18COOH | C20:0   |
|               | heneikozánsav | CH3(CH2)19COOH | C21:0   |
| behénsav      | dokozánsav    | CH3(CH2)20COOH | C22:0   |
|               | trikozánsav   | CH3(CH2)21COOH | C23:0   |
| lignocerinsav | tetrakozánsav | CH3(CH2)22COOH | C24:0   |
|               | pentakozánsav | CH3(CH2)23COOH | C25:0   |
| cerotinsav    | hexakozánsav  | CH3(CH2)24COOH | C26:0   |

A savak elnevezésénél a triviális nevük is használható, de egyértelműbb az elnevezés a szénatomszámra utaló névvel (például dodekánsav – 12 szénatomos), illetve még rövidebb a szénatomszámot és a kettős kötések számát feltüntető számpár (például a laurinsav esetén C12:0, azaz a 12 szénatomos egyenes láncú monokarbonsavban nem található egyetlen kettős kötés sem).

### Telítetlen zsírsavak
A telítetlen zsírsavak ezzel ellentétben legalább egy darab kettős kötést (-CH=CH-) tartalmaznak a láncban.
A kettős kötésben szereplő két hidrogénatom állása szerint lehetnek cisz- vagy transz-zsírsavak.

A háromszorosan telítetlen alfa-(cisz)-linolénsav görbült molekulája

A cisz-konfiguráció azt jelenti, hogy a két hidrogénatom a lánc azonos oldalán helyezkedik el. Ez azt eredményezi, hogy a szénatomokból álló lánc ezen a ponton meghajlik. Minél több cisz kettős kötést tartalmaz egy telítetlen zsírsavmolekula (többszörösen telítetlen zsírok), annál „görbébb” lesz a molekula. A háromszorosan telítetlen alfa-linolénsav molekulája például horogszerűen visszahajlik.
A transz-konfiguráció ezzel szemben a két hidrogénatom átellenes oldalon való elhelyezkedését jelenti. Az ilyen láncok a középpontos szimmetria miatt nem törnek meg, formájuk ezért jobban hasonlít a telített zsírsavak egyenes molekuláira. A molekulák geometriájának ezen különbözősége jelentős biológiai hatással bír.
A legtöbb természetes eredetű, többszörösen telítetlen zsírsavban a kettős kötések között két egyszeres kötés található, és a kettős kötések mind cisz-konfigurációval rendelkeznek. Az ettől eltérő zsírsavak (köztük a transz-zsírsavak is) többnyire mesterséges eredetűek.

#### A kettős kötések helye
A kettős kötések elhelyezkedése a láncon belül szintén nagy jelentőséggel bír. A kötések helye meghatározható a szénlánc „elejétől” (a karboxilcsoporttól, illetve az alfa-szénatomtól számítva), vagy az ellenkező végtől (a metilcsoporttól, az ún. omega-szénatomtól). Ez utóbbi névhasználat esetében beszélünk omega-3, omega-6, omega-9 stb. zsírsavakról, attól függően, hogy a végtől számított hányadik szénatomon kezdődik az első kettős kötés. 
Néhány telítetlen zsírsav
- alfa-linolénsav, ALA (oktadekatriénsav, C18:3 ω-3): CH3CH2CH=CHCH2CH=CHCH2CH=CH(CH2)7COOH
- dokozahexaénsav, DHA (C22:6 ω-3)
- eikozapentaénsav, EPA (C20:5 ω-3)
- linolsav (oktadecéndiénsav, C18:2 ω-6): CH3(CH2)4CH=CHCH2CH=CH(CH2)7COOH
- arachidonsav, AA (eikozatetraénsav, C20:4 ω-6): CH3(CH2)4CH=CHCH2CH=CHCH2CH=CHCH2CH=CH(CH2)3COOH
- olajsav (oktadecénsav, C18:1 ω-9): CH3(CH2)7CH=CH(CH2)7COOH
- erukasav (dokozénsav, C22:1 ω-9): CH3(CH2)7CH=CH(CH2)11COOH

#### Elnevezések
A telítetlen zsírsavak esetén is használhatók a telített savaknál ismertetett elnevezések. A szénatomszám szerinti elnevezésnél a végződés megváltozik aszerint, hogy egy vagy több kettős kötést tartalmaz. Egy kettős kötés esetén a (…dek)ánsav végződést felváltja a (…dec)énsav (pl. dodekánsav > dodecénsav), több kettős kötés esetén pedig a „diénsav”, „triénsav” stb. végződés váltja fel (pl. oktadekánsav > oktadekadiénsav > oktadekatriénsav stb.). A számpáros elnevezés esetén a szénatomszámon és a kötések számán kívül az egyértelműség végett a kötések omega-végtől számított helyét is fel szokás tüntetni. A pontos elnevezés természetesen minden kettős kötés helyét és azok cisz vagy transz jellegét is feltüntetik. Ezek szerint tehát az arachidonsav jelölhető a 20:4(n-6) képlettel is, de az (IUPAC)-név a cisz,cisz,cisz,cisz-5,8,11,14-eikozatetraénsav.

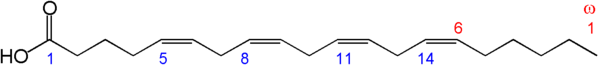
Az elnevezési és számozási szabályok szemléltetése az arachidonsav vonalképletén

#### Esszenciális zsírsavak
Az esszenciális zsírsavak többszörösen telítetlen vegyületek, melyek között van omega-6 zsírsav (linolsav) és omega-3 zsírsav (alfa-linolénsav, ALA) is. Ezek nélkülözhetetlenek az emberi táplálkozásban, mert nem tudja őket a szervezet előállítani. Az emberi test képes szintetizálni telített, vagy omega-9 egyszeresen telítetlen zsírsavakat, de nem képes kettős kötéseket vinni az omega-3 ,illetve az omega-6 helyekre, ezért az ilyen zsírsavakat kívülről szükséges pótolni. (Ezért ezeket „F-vitaminnak” is nevezik.)
Az esszenciális zsírsavak fontos szerepet töltenek be az immunrendszer megfelelő működésében, gyulladáscsökkentésben, a vérnyomás szabályozásában, illetve olyan fontos vegyületcsoport előanyagaként, mint a prosztaglandinok.

#### A zsírsavak szerepe a táplálkozásban
Az ember a zsírsavakat elsősorban különböző növényi és állati zsiradékok formájában (zsírok, olajok) veszi magához. A kőkorszakban az emberek a napi energiaszükségletük kb. 25%-át fedezték zsír formájában, ma ez az arány 40-50%. Ezen belül is a telített zsírok mennyisége nőtt, míg az egyszeresen, de különösen a többszörösen telítetlen zsírsavaké jelentősen csökkent.
Míg a telített/telítetlen zsírsavak aránya már régóta ismert problémákat okoz, azt csak néhány éve tudni bizonyosan, hogy különös jelentősége van a telítetlen zsírsavakon belül az omega-3/omega-6 aránynak. Az ideális az 1:3-1:5 volna, ezzel szemben a civilizált világban szokásos, rosszul összeállított étrend 1:10-1:30 arányban tartalmazza ezt a két fajta zsírsavat. A helyes arány visszaállításához omega-3 zsírokban gazdag étrendet (len, dió, mogyoró, repce, tengeri halak) javasolnak az orvosok és táplálkozástudományi szakemberek. Az összes elfogyasztott omega-3 zsírsav mennyisége napi 1-1,5 g körül lenne ideális, a fenti arányok megtartásával.
Míg omega-3 és omega-6 (cisz-)zsírsavakra egyaránt szüksége van az emberi szervezetnek, addig a zsírok mesterséges kezelése során keletkező transz-zsírsavak kifejezetten károsak.

## Szabad zsírsavak
A természetben és táplálékunkban ritkák a szabad zsírsavmolekulák, azok általában valamilyen vegyülethez vannak kötve, mint például a foszfolipidek (foszforsav észterei) vagy a trigliceridek (a természetes zsírok és olajok a glicerin és valamilyen zsírsav észterei). Szabad zsírsavak ezek lebomlásakor, emésztésekor képződnek, és a bélből többnyire már ilyen formában veszi fel a szervezet. Ott újból trigliceridekké alakulhatnak (zsírraktárak), vagy energiaforrásként használják fel a sejtek, illetve különböző más vegyületek képződhetnek belőlük (mint a már fent említett prosztaglandinok).

## A zsírsavak reakciói
A fent említett szappanosításon túl a zsírsavak képesek mindazon reakciókra, amikre a karbonsavak (észterképződés, sav-bázis reakciók, redukció). Ezen kívül a telítetlen zsírsavak addíciós reakciókban is részt vehetnek. Ez utóbbit a margaringyártás során használják ki, amikor is a lágy, folyékony telítetlen zsírsavakat (általában növényi olajokat) hidrogénezéssel „keményítik”, azaz részben vagy teljesen telítik. Eközben lejátszódhatnak azok a cisz-transz reakciók is (izomerizáció), melyek során a kedvezőtlen hatású transz-zsírsavak keletkeznek.
A zsírsavak redukciójával zsíraldehideket, illetve zsíralkoholokat lehet előállítani.

### Oxidáció és avasodás
A zsírsavak szobahőmérsékleten és oxigén jelenlétében oxidálódnak (autooxidáció), miközben különböző szénhidrogének, ketonok, aldehidek, epoxidok és alkoholok keletkeznek. Ezek együttes állaga és szaga adja az avas zsír és olaj jellegzetes megjelenését. A nehézfémek katalizálhatják ezt a folyamatot, ezért adnak kis mennyiségben a fémionokat lekötő kelátképző anyagot (például citromsavat) az egyes zsírkészítményekhez.